# Joseph von Führich
Joseph von Führich (født 9. februar 1800 i Kratzau i Bøhmen, død 13. marts 1876 i Wien) var en østrigsk historiemaler, illustrator og raderer.
Efter at være uddannet i Prag af Bergler kom Führich over Wien 1829 til Rom som åndfuld fortolker af romantikken; hjemme havde han udført de idyllisk skønne tegninger til Tiecks Genoveva (1824), havde illustreret Erlkönig med videre, og i Rom, hvor han optoges i nazarenernes kreds, fik han ved Overbeck hvervet at udføre Tassobillederne til freskecyklen i Villa Massimi. I Rom skete imidlertid omslaget til den abstrakt-kirkelige nazarenerkunst. Führich blev frem for nogen repræsentanten for den religiøse kunst i strengt katolske ånd, linjeren, harmonisk komponeret, farveklar, ikke umiddelbart gribende gennem inderlig følelse, formende i strenge linjer troens skikkelser i katolske dogmelys. Efter 1841 at være blevet professor ved Akademiet i Wien, satte Führich i en række år sit stempel på sit lands historiemaleri. Alene eller sammen med andre udførte han store monumentale arbejder: udkastene til korsvejen på Sankt Lorenzberg i Prag, freskostationerne i Wiens Johanneskirke, freskerne i Altlerchenfelder-Kirken med mere. Af hans talrige staffelibilleder kan eksempelvis nævnes: Kristi Triumf, olie på guldgrund, Raczynski-samlingen i Berlin, Jacobs og Rachels møde (1836, Hofmuseet i Wien), Kristi Mennesketilblivelse og et af hans ædleste værker, som man har kaldt nazarener-kunstens fineste blomst: Marias Vandring over Bjergene (1841, Hofmuseet i Wien). I cykliske tegninger for stik og træsnit fandt han ofte den rette udtryksform for sin kunststræben: blandt andet de yndefulde tegninger til legenden om Sankt Wendelin, Den fortabte søn, Den åndelige rose (træsnit, München 1871), randtegninger til Thomas à Kempis’ Kristi Efterfølgelse, Fadervor, Brylluppet i Kana (1841) etc.